# Eagleview
Eagleview es un lugar designado por el censo ubicado en el condado de Chester en el estado estadounidense de Pensilvania. En el año 2010 tenía una población de 1644 habitantes y una densidad poblacional de 469,7 personas por km².

## Geografía
Eagleview se encuentra ubicado en las coordenadas 40°3′34″N 75°40′51″O / 40.05944, -75.68083. Según la Oficina del Censo de los Estados Unidos, Eagleview tiene una superficie total de 1,35 mi² (3,5 km²), de la cual 1,34 mi² (3,5 km²) corresponden a tierra firme y 0,01 mi² (0 km²) es agua.